# معركة سزينا
معركة سزينا (Szina) أو سينا (Seňa) وقعت بالقرب من سزينا في مملكة المجر (حالياً في سلوفاكيا) في 20 مارس 1528م، بين ملكي المجر المتنافسين يوحنا زاپولياي وفرديناند الأول. هزمت قوات الأخير بقيادة بالينت توروك ويوهان كاتزيانر، وهو قائد مرتزقة ستيريا، جيش يوحنا زاپولياي؛ وكانت المعركة الهزيمة العسكرية الثانية ليوحنا زاپولياي خلال الحرب الأهلية المجرية.

## الاستعدادات
بعد معركة موهاكس 1526م، التي قُتل فيها الملك لويس الثاني ملك المجر، اعتلى يوحنا زاپولياي حاكم ترانسلفانيا العرش المجري. ومع ذلك، ادعى الأرشيدوق فرديناند من النمسا أيضًا العرش من خلال الزيجات المختلطة لآل هابسبورغ مع سلالة جاجيلون التابعة للويس الثاني. وفي عام 1527م، غزا فرديناند المجر وهزم يوحنا زاپولياي في معركة تاركال بالقرب من توكاج (Tokaj) بشمال المجر.
قام زاپولياي بتجنيد جيش جديد، وفي عام 1528م تقدم إلى المجر بحوالي 15 ألف رجل، بما في ذلك القوات الترانسلفانية والبولندية والصربية، ولكن عدد قليل من المجريين. سار يوحنا كاتزيانر وبالينت توروك من كارنيولان ضد زاپولياي بجيش تم تجنيده من المجر والنمسا والولايات الألمانية في الإمبراطورية الرومانية المقدسة، وكان عددهم حوالي 13,000-14,000 رجلا، فالتقوا بجيش يوحنا زاپولياي بالقرب من كاسا (كوشيتسه الحديثة، سلوفاكيا).

## المعركة
إن وجود توروك وكاتزيانير بالقرب من كاسا منع جيش يوحنا زاپولياي من الزحف نحو العاصمة بودا. وفي هذه الأثناء، اندلع الخلاف في جيش يوحنا زاپولياي بين المرتزقة الصرب والبولنديين. كان سلاح الفرسان والمشاة التابع ليوحنا زاپولياي أقل مهارة من المشاة الألمان (اللاندسكنيشت)، لكن المرتزقة البولنديين قاتلوا بشجاعة ضد النمساويين. وفي جيش يوحنا زاپولياي، قُتل 300 جندي بولندي وبضعة آلاف من الرجال الآخرين.
بعد هزيمة يوحنا زاپولياي، طارده بالينت توروك ولاجوس بيكري، فهرب إلى بولندا طلبًا للمساعدة.
عندما رفض الملك البولندي سيجيسموند الأول العجوز إعلان الحرب ضد النمسا، لجأ يوحنا زاپولياي إلى السلطان سليمان القانوني، سلطان العثمانيين طلبًا للمساعدة. فأرسل السلطان سليمان بطرس راريس (Petru Rareș) حاكم مولدافيا إلى ترانسيلفانيا. فهزم بطرس راريس فرديناند في معركة فولدفار (بالمجرية: Földvári csata) (بالألمانية: Schlacht bei Marienburg) (بالرومانية: Bătălia de la Feldioara)، والجيش العثماني (بما في ذلك المولدوفيين والصرب) يحاصر فيينا.